# Styloleptus pilosellus
Styloleptus pilosellus là một loài bọ cánh cứng trong họ Cerambycidae.